# Walton-on-Thames
Walton-on-Thames è una cittadina di 22 834 abitanti della contea del Surrey, in Inghilterra. È situata sulla riva destra del fiume Tamigi.